# Brzesko (Pyrzyce)
Brzesko (deutsch Brietzig) ist ein Dorf in der Woiwodschaft Westpommern in Polen. Es gehört zur Gmina Pyrzyce (Gemeinde Pyritz) im Powiat Pyrzycki (Pyritzer Kreis).

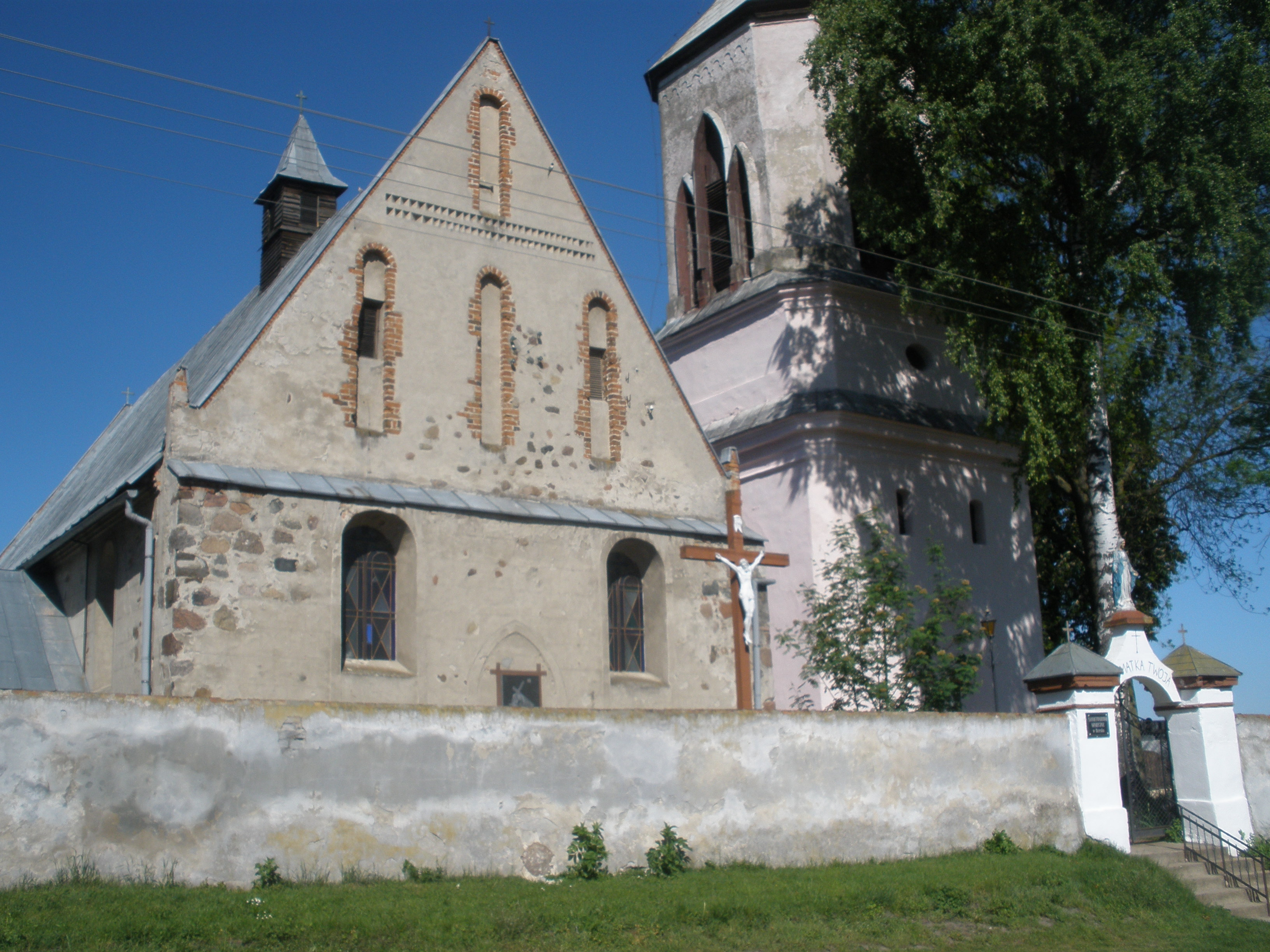
Dorfkirche (Aufnahme von 2009)

## Geographische Lage
Das Dorf liegt in Hinterpommern, etwa 45 Kilometer südöstlich von Stettin und etwa 8 Kilometer östlich der Kreisstadt Pyritz. Die nächsten Nachbardörfer sind Kosin (Kossin) im Osten, Letnin (Lettnin) im Südwesten und Mechowo (Megow) im Nordwesten. 

## Geschichte
Aus vorgeschichtlicher Zeit stammen die Großsteingräber bei Brietzig, megalithische Grabanlagen der jungsteinzeitlichen Trichterbecherkultur. Sie wurden im 19. Jahrhundert zerstört.
Die erste urkundliche Nennung des Dorfes stammt aus einer Urkunde von 1186/1187. Mit dieser Urkunde übertrug Herzog Bogislaw I. von Pommern der Domprobstei Cammin die Nikolaikirche und die Burg in Lebbin mit den zugehörigen Besitzungen. Unter diesen Besitzungen war auch das halbe Dorf Brezko im Land Pyritz („dimidia villa Brezko in terra Pyriz“). Diese Ausstattung der Domprobstei Cammin wurde bestätigt durch die Herzöge Barnim I. und Wartislaw III. mit einer Urkunde aus 1243, durch Herzog Wartislaw IV. mit einer Urkunde aus 1321 und durch die Herzöge Bogislaw V., Barnim IV. und Wartislaw V. mit einer Urkunde aus 1356. Später kam dieser Anteil von Brietzig an das fürstliche Amt Pyritz.
Im Jahre 1227 bestätigten Herzog Barnim I. von Pommern und seine Mutter Herzogin Miroslawa das Kloster Marienbusch und verliehen ihm mehrere Dörfer, unter anderem das Dorf Breszko im Lande Pyritz. Diese Verleihung wird sich auf einen anderen Anteil von Brietzig bezogen haben. Wohl dieser Anteil war es, mit dem 1331 ein Ritter Ulrich Schöning (aus der pommerschen adligen Familie von Schöning) belehnt wurde. Im Jahre 1346 übertrug Herzog Barnim IV. das Dorf Brietzig – jedenfalls den größeren Teil des Dorfes – der Marienkirche zu Stettin. Ein Anteil von Brietzig muss zunächst bei der Familie Schöning verblieben sein, da 1367 ein Heinrich Schöning auf Lübtow 4 Hufen in Brietzig an das Ottenstift zu Stettin verkaufte.
In Ludwig Wilhelm Brüggemanns Ausführlicher Beschreibung des gegenwärtigen Zustandes des Königlich Preußischen Herzogtums Vor- und Hinterpommern (1784) ist Brietzig als „ein großes und ansehnliches Dorf“ aufgeführt. Damals gab es hier einen Prediger, einen Lehn- und Freischulzen, 41 Bauern, von denen einer auch Krüger war, zehn Kossäten, einen Küster, einen Schulmeister und einen Schmied. Das Dorf gehörte überwiegend der Marienkirche zu Stettin, doch gehörte der Lehn- und Freischulze zum Amt Kolbatz, ein Bauer gehörte zum Nachbardorf Lettnin und die Pacht eines anderen Bauern ging an das Amt Pyritz.
Bis 1945 bildete Brietzig eine Gemeinde im Kreis Pyritz der Provinz Pommern. Zur Gemeinde gehörte auch der Wohnplatz Ziegelei.
Nach dem Zweiten Weltkrieg kam Brietzig, wie alle Gebiete östlich der Oder-Neiße-Grenze, an Polen. Die Bevölkerung wurde vertrieben. Der Ortsname wurde zu „Brzesko“ polonisiert.

## Entwicklung der Einwohnerzahl
- 1867: 744 Einwohner[6]
- 1871: 774 Einwohner[6]
- 1925: 786 Einwohner[5]